# Leslie Bricusse
Leslie Charles Bricusse OBE (Pinner, Londen, 29 januari 1931 – Saint-Paul-de-Vence, 19 oktober 2021) was een Britse componist, toneelschrijver en tekstschrijver van soundtracks voor films en musicals, en auteur van theatrale teksten.

## Biografie
Bricusse kreeg zijn opleiding aan de University College School in Londen en vervolgens aan Gonville and Caius College in Cambridge, waar hij moderne en middeleeuwse talen studeerde. Terwijl hij in Cambridge was, was hij tussen 1952 en 1953 minister van Footlights en het jaar daarop president van Footlights. Het was tijdens zijn dramacarrière op de universiteit dat hij begon te werken voor Beatrice Lillie.
Tot zijn bekendste werken behoren teksten en muziek voor films zoals filmsongs "Goldfinger" van Shirley Bassey en "You Only Live Twice" van Nancy Sinatra uit de James Bond-franchise en in samenwerking met Henry Mancini, de teksten van enkele nummers uit Blake Edwards' films, waaronder Victor Victoria (1982) waarvoor hij samen met Mancini zelf de Oscar voor originele nummers en hun bewerking -of- bewerkte muziek won. Ook won hij een Oscar voor beste originele nummer met "Talk to the Animals" van Rex Harrison uit de film Doctor Dolittle (1967).
Hij werkte vaak samen met singer-songwriter Anthony Newley. Bricusse is opgenomen in de Songwriters Hall of Fame in 1989 en benoemd tot Orde van het Britse Rijk (OBE) in 2001.
Bricusse woonde in Californië en Londen, in een appartement met uitzicht op de rivier de Theems. Hij was getrouwd met actrice Yvonne "Evie" Romain. Ze kregen een zoon, Adam. Bricusse stierf in zijn slaap in Saint-Paul-de-Vence, Frankrijk, op 19 oktober 2021, op 90-jarige leeftijd.

## Filmografie
| Jaar | Titel                               | Opmerkingen        |
| ---- | ----------------------------------- | ------------------ |
| 1966 | Stop the World: I Want to Get Off   | met Anthony Newley |
| 1967 | Doctor Dolittle                     |                    |
| 1969 | Goodbye, Mr. Chips                  | met John Williams  |
| 1970 | Scrooge                             |                    |
| 1971 | Willy Wonka & the Chocolate Factory | met Anthony Newley |
| 1982 | Victor Victoria                     | met Henry Mancini  |

## Overige producties

### Televisiefilms
| Jaar | Titel            | Opmerkingen        |
| ---- | ---------------- | ------------------ |
| 1969 | Pickwick         | met Cyril Ornadel  |
| 1976 | Peter Pan        | met Anthony Newley |
| 1986 | Babes in Toyland |                    |

### Musicals
| Jaar | Titel                                                | Opmerkingen                  |
| ---- | ---------------------------------------------------- | ---------------------------- |
| 1961 | Stop the World – I Want to Get Off                   | met Anthony Newley           |
| 1963 | Pickwick                                             | met Cyril Ornadel            |
| 1964 | The Roar of the Greasepaint – The Smell of the Crowd | met Anthony Newley           |
| 1972 | The Good Old Bad Old Days                            | met Anthony Newley           |
| 1989 | Sherlock Holmes: The Musical                         |                              |
| 1990 | Jekyll & Hyde                                        | met Frank Wildhorn           |
| 1992 | Scrooge                                              |                              |
| 1995 | Victor/Victoria                                      | met Frank Wildhorn           |
| 1998 | Doctor Dolittle                                      |                              |
| 2004 | Willy Wonka                                          | met Anthony Newley (postuum) |
| 2009 | Cyrano de Bergerac                                   | met Frank Wildhorn           |

### Songs
| Jaar | Titel                                        | Opmerkingen                                                                            |
| ---- | -------------------------------------------- | -------------------------------------------------------------------------------------- |
| 1962 | "What Kind of Fool Am I?"                    | met Anthony Newley uit de musical Stop the World – I Want to Get Off                   |
| 1964 | "Who Can I Turn To?"                         | met Anthony Newley uit de musical The Roar of the Greasepaint – The Smell of the Crowd |
| 1964 | "Feeling Good"                               | met Anthony Newley uit de musical The Roar of the Greasepaint – The Smell of the Crowd |
| 1964 | "Goldfinger"                                 | met John Barry en Anthony Newley voor de film Goldfinger                               |
| 1967 | "A Guide for the Married Man"                | met John Williams voor de film A Guide for the Married Man                             |
| 1967 | "You Only Live Twice"                        | met John Barry voor de film You Only Live Twice                                        |
| 1967 | "Two for the Road"                           | met Henry Mancini voor de film Two for the Road                                        |
| 1967 | "Talk to the Animals"                        | uit de film Doctor Dolittle                                                            |
| 1967 | "Your Zowie Face"                            | met Jerry Goldsmith voor de film In Like Flint                                         |
| 1968 | "Fill The World With Love"                   | uit de film Goodbye, Mr. Chips                                                         |
| 1968 | "You and I"                                  | uit de film Goodbye, Mr. Chips                                                         |
| 1970 | "Thank You Very Much"                        | uit de film Scrooge                                                                    |
| 1971 | "Pure Imagination"                           | uit de film Willy Wonka & the Chocolate Factory                                        |
| 1971 | "The Candy Man"                              | uit de film Willy Wonka & the Chocolate Factory                                        |
| 1978 | "Can You Read My Mind (Love Theme)"          | met John Williams uit de film Superman                                                 |
| 1978 | "Move Em Out"                                | met Henry Mancini uit de film Revenge of the Pink Panther                              |
| 1982 | "Le Jazz Hot!"                               | met Henry Mancini uit de film Victor Victoria                                          |
| 1985 | "Making Toys"                                | met Henry Mancini uit de film Santa Claus: The Movie                                   |
| 1985 | "Every Christmas Eve/Santa's Theme (Giving)" | met Henry Mancini uit de film Santa Claus: The Movie                                   |
| 1985 | "It's Christmas Again"                       | met Henry Mancini uit de film Santa Claus: The Movie                                   |
| 1985 | "Patch! Natch!"                              | met Henry Mancini uit de film Santa Claus: The Movie                                   |
| 1985 | "Thank You, Santa!"                          | met Henry Mancini uit de film Santa Claus: The Movie                                   |
| 1986 | "Life in a Looking Glass"                    | met Henry Mancini uit de film That's Life!                                             |
| 1990 | "Somewhere in My Memory"                     | met John Williams uit de film Home Alone                                               |
| 1990 | "Star of Bethlehem"                          | met John Williams uit de film Home Alone                                               |
| 1991 | "When You're Alone"                          | met John Williams uit de film Hook                                                     |
| 1991 | "Pick 'Em Up"                                | met John Williams uit de film Hook                                                     |
| 1991 | "We Don't Wanna Grow Up"                     | met John Williams uit de film Hook                                                     |
| 1992 | "Merry Christmas, Merry Christmas"           | met John Williams uit de film Home Alone 2: Lost in New York                           |
| 1992 | "Christmas Star"                             | met John Williams uit de film Home Alone 2: Lost in New York                           |
| 2013 | "The Perfect Song"                           | met Andrew Lloyd Webber van het album Both Sides Now van Michael Ball                  |

## Prijzen en nominaties
| Jaar                    | Titel                                                | Categorie                                                                                            | Uitslag                 |
| Academy Awards (Oscars) | Academy Awards (Oscars)                              | Academy Awards (Oscars)                                                                              | Academy Awards (Oscars) |
| ----------------------- | ---------------------------------------------------- | --- | ----------------------- |
| 1968                    | Doctor Dolittle                                      | Best Scoring of Music, Adaptation or Treatment                                                       | Genomineerd             |
| 1968                    | Doctor Dolittle                                      | Best Original Song, voor "Talk to the Animals"                                                       | Gewonnen                |
| 1970                    | Goodbye, Mr. Chips                                   | Best Score of a Musical Picture (Original or Adaptation)                                             | Genomineerd             |
| 1971                    | Scrooge                                              | Best Original Song Score                                                                             | Genomineerd             |
| 1971                    | Scrooge                                              | Best Original Song, voor "Thank You Very Much"                                                       | Genomineerd             |
| 1972                    | Willy Wonka & the Chocolate Factory                  | Best Adaptation and Original Song Score                                                              | Genomineerd             |
| 1983                    | Victor Victoria                                      | Best Adaptation and Original Song Score                                                              | Gewonnen                |
| 1987                    | That's Life!                                         | Best Original Song, voor "Life in a Looking Glass"                                                   | Genomineerd             |
| 1991                    | Home Alone                                           | Best Original Song, voor "Somewhere in My Memory"                                                    | Genomineerd             |
| 1992                    | Hook                                                 | Best Original Song, voor "When You're Alone"                                                         | Genomineerd             |
| Golden Globes           |                                                      | |                         |
| 1968                    | Doctor Dolittle                                      | Best Original Score                                                                                  | Genomineerd             |
| 1968                    | Doctor Dolittle                                      | Best Original Song, voor "Talk to the Animals"                                                       | Genomineerd             |
| 1970                    | Goodbye, Mr. Chips                                   | Best Original Score                                                                                  | Genomineerd             |
| 1971                    | Scrooge                                              | Best Screenplay - Motion Picture                                                                     | Genomineerd             |
| 1971                    | Scrooge                                              | Best Original Score - Motion Picture                                                                 | Genomineerd             |
| 1971                    | Scrooge                                              | Best Original Song - Motion Picture                                                                  | Genomineerd             |
| 1987                    | That's Life!                                         | Best Original Song - Motion Picture, voor "Life in a Looking Glass"                                  | Genomineerd             |
| Grammy Awards           |                                                      | |                         |
| 1963                    | Stop the World – I Want to Get Off                   | Song of the Year, voor "What Kind Of Fool Am I"                                                      | Gewonnen                |
| 1963                    | Stop the World – I Want to Get Off                   | Best Original Cast Show Album                                                                        | Genomineerd             |
| 1965                    | The Roar of the Greasepaint – The Smell of the Crowd | Song of the Year, voor "Who Can I Turn To"                                                           | Genomineerd             |
| 1968                    | Doctor Dolittle                                      | Best Original Score Written for a Motion Picture or Television Show                                  | Genomineerd             |
| 1979                    | Revenge of the Pink Panther                          | Best Album of Original Score Written for a Motion Picture or Television Special                      | Genomineerd             |
| 1983                    | Victor Victoria                                      | Best Album of Original Score Written for a Motion Picture or Television Special                      | Genomineerd             |
| 1992                    | Home Alone                                           | Best Song Written Specifically for a Motion Picture or for Television, voor "Somewhere in My Memory" | Genomineerd             |